# الدمج القبلي (حورة)
'

تعديل مصدري - تعديل

الدمج القبلي هي إحدى قرى عزلة حوره بمديرية حورة التابعة لمحافظة حضرموت، بلغ تعداد سكانها 175 نسمة حسب تعداد اليمن لعام 2004.